# (1470) Carla
(1470) Carla est un astéroïde de la ceinture principale.

## Description
(1470) Carla est un astéroïde de la ceinture principale. Il fut découvert le 17 septembre 1938 à Heidelberg par Alfred Bohrmann. Il présente une orbite caractérisée par un demi-grand axe de 3,16 UA, une excentricité de 0,07 et une inclinaison de 3,2° par rapport à l'écliptique.

## Compléments